# Nombre de Dukhin
El nombre de Dukhin {\displaystyle (Du)} és un nombre adimensional que caracteritza la contribució de la conductivitat superficial a diversos efectes electrocinètics i electroacústics, així com a la conductivitat elèctrica i la permitivitat de fluids sistemes heterogenis.

## Informació general
El nombre va ser introduït per Lyklema al llibre Fundamentals of Interface and Colloid Science (Fonaments de la interfície i de la ciència coloidal). Un informe tècnic recent de la IUPAC va utilitzar aquest terme de manera explícita i va detallar diversos mitjans de mesura en sistemes físics.
El nombre de Dukhin és una relació entre la conductivitat superficial {\displaystyle \kappa ^{\sigma }} i la conductivitat elèctrica volúmica de fluids {\displaystyle \mathrm {K} _{m}} multiplicat per la mida de les partícules {\displaystyle a} :
{\displaystyle {\rm {Du}}={\frac {\kappa ^{\sigma }}{{\mathrm {K} _{m}}a}}.}
Hi ha una altra expressió d'aquest nombre que és vàlida quan la conductivitat superficial només s'associa amb el moviment dels ions per sobre del pla de lliscament de la doble capa. En aquest cas, el valor de la conductivitat superficial depèn del {\displaystyle \zeta }-potencial que condueix a la següent expressió per al nombre de Dukhin per a un electròlit simètric amb un coeficient de difusió igual d'ions:
{\displaystyle {\rm {Du}}={\frac {2(1+3m/z^{2})}{{\kappa }a}}\left(\mathrm {cosh} {\frac {zF\zeta }{2RT}}-1\right),}
on el paràmetre {\displaystyle m} caracteritza la contribució de l'electrosmosi al moviment dels ions dins de la doble capa
{\displaystyle m={\frac {2\varepsilon _{0}\varepsilon _{m}R^{2}T^{2}}{3\eta F^{2}D}}.}
- {\displaystyle F} = constant de Faraday.
- {\displaystyle T} = temperatura absoluta.
- {\displaystyle R} = constant dels gasos.
- {\displaystyle C} = concentració volúmica d'ions.
- {\displaystyle z} = valència dels ions.
- {\displaystyle \zeta } = potencial electrocinètic.
- {\displaystyle \epsilon _{0}} = permitivitat dielèctrica al buit.
- {\displaystyle \epsilon _{m}} = permitivitat del fluid dielèctric.
- {\displaystyle \eta } = viscositat dinàmica.
- {\displaystyle D} = coeficient de difusió.